# .rs
.rs là tên miền quốc gia cấp cao nhất (ccTLD) tương lai được để dành cho Cộng hòa Serbia.
theo quyết định vào ngày 26 tháng 9 năm 2006 của Cục Bảo trì ISO 3166 phân phối RS như mã ISO 3166-1 alpha-2 cho Cộng hòa Serbia. Quyết định này là kết quả của sự chia tách Serbia và Montenegro thành hai quốc gia riêng rẽ vào tháng 6 năm 2006. Cùng với tên miền ME của Montenegro, RS thay thế cho mã YU được gán cho Serbia và Montenegro cũ.
Vào ngày 8 tháng 7 năm 2006, Cơ quan đăng ký tên miền Internet quốc gia Serbia - RNIDS được thành lập bởi Bộ Khoa học và một nhóm 34 tổ chức có quan tâm đến tên miền.
ICANN đã quyết định rằng tên miền .yu cũ sẽ hoạt động tạm thời bởi Cơ quan đăng ký tên miền Internet quốc gia Serbia, cơ quan điều hành đăng ký tên miền .rs mới, cho đến khi nó chấm dứt hoạt động trước ngày 30 tháng 9 năm 2009.
Quyết định này là kết quả của việc tuyên bố độc lập từ Serbia và Montenegro của Montenegro vào ngày 3 tháng 6 năm 2006, đất nước Serbia và Montenegro cũ sử dụng mã YU.
Việc ủy quyền máy chủ tên của IANA, cho đến năm 2007, vẫn đang trì hoãn.